# Římskokatolická farnost Nedašov
Římskokatolická farnost Nedašov je jedno z územních společenství římských katolíků v děkanátu Valašské Klobouky s farním kostelem Nanebevzetí Panny Marie.

## Historie farnosti
První písemná zmínka o obci pochází z roku 1424. První snahy o výstavbu kostela v obci začaly již v 18. století, kvůli obavám místních o finanční náročnost však z toho sešlo. Až v roce 1907 podpořil výstavbu poslanec moravského zemského sněmu Antonín Cyril Stojan. O dva roky později (6. června 1909) byl posvěcen základní kámen a hrubá stavba byla dokončena už listopadu téhož roku. Slavnostní svěcení kostela proběhlo 25. března 1916.
V roce 1997 byl kostel opraven a od roku 2003 je vyzdoben novým oltářem.

## Duchovní správci
Od září 2015 byl administrátorem R. D. Mgr. Marek Martiška z mariánské řeholní komunity v Brumově-Bylnici. Ten tragicky zemřel 20. srpna 2018.
S platností od 1. října 2018 byl administrátorem ustanoven R. D. Marek Kurzyński.

## Bohoslužby
| Kostel                  | Místo   | Bohoslužba (den)                                 | Hodina                                                     | Poznámka     |
| ----------------------- | ------- | ------------------------------------------------ | ---------------------------------------------------------- | ------------ |
| Nanebevzetí Panny Marie | Nedašov | neděle pondělí úterý středa čtvrtek pátek sobota | 7.15, 9.00, 10.30 17.15 (zimní čas)/18.30 (letní čas) 7.00 | Farní kostel |

## Aktivity ve farnosti
Ve farnosti se pravidelně̟ koná tříkrálová sbírka. V roce 2017 se v Nedašově vybralo 50 810 korun, v Návojné 16 524 korun a v Nedašově Lhotě 22 265 korun.